# Probles clavicornis
Probles clavicornis är en stekelart som beskrevs av Horstmann 1971. Probles clavicornis ingår i släktet Probles och familjen brokparasitsteklar. Inga underarter finns listade i Catalogue of Life.